# Ōkuninushi-jinja
 (mai 2020).
Si vous disposez d'ouvrages ou d'articles de référence ou si vous connaissez des sites web de qualité traitant du thème abordé ici, merci de compléter l'article en donnant les références utiles à sa vérifiabilité et en les liant à la section « Notes et références ».
Ōkuninushi-jinja (大国主神社) est un sanctuaire shinto situé dans l'arrondissement Naniwa-ku, à Osaka.
Ōkuninushi-jinja est en fait le setsumatsusha du sanctuaire Shikitsu Matsunomiya (敷津松之宮), mais il est mieux connu que le sanctuaire principal et est à l'origine du nom de la gare voisine, Daikokuchō. Toutefois, Shikitsuu Matsunomiya est le nom officiellement enregistré en tant que société religieuse.

## Dieux du sanctuaire
- Susanoo
- Ōkuninushi

## Histoire
En 1744, (ère Enkyō an 1) en février, après un oracle au Izumo-taisha, par bunrei, on a construit un sanctuaire pour Okuninushi. Depuis lors, avec le sanctuaire Imamiya Ebisu, il est devenu un temple avec de nombreux fidèles de la ville d'Osaka. Il est très animé les jours de Koshi.

## Structures
Il se trouve dans le sanctuaire une statue de Kansuke Nakamura (Kizu Kansuke) qui a travaillé au développement de la zone qui est maintenant Naniwa-ku et Taishō-ku.
On peut aussi y voir des statues de souris qui ont joué un rôle lors d'un épisode mythique de la vie d'Ōkuninushi.

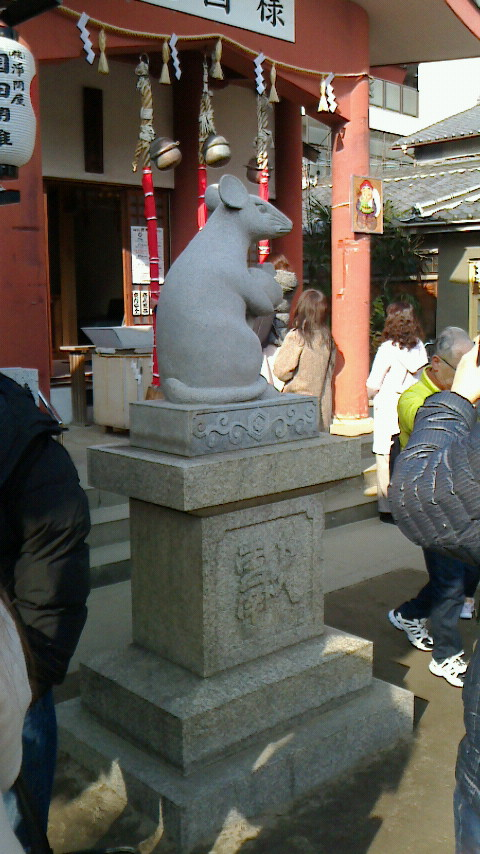
Statue de souris au Okuninushi-jinja (Osaka).
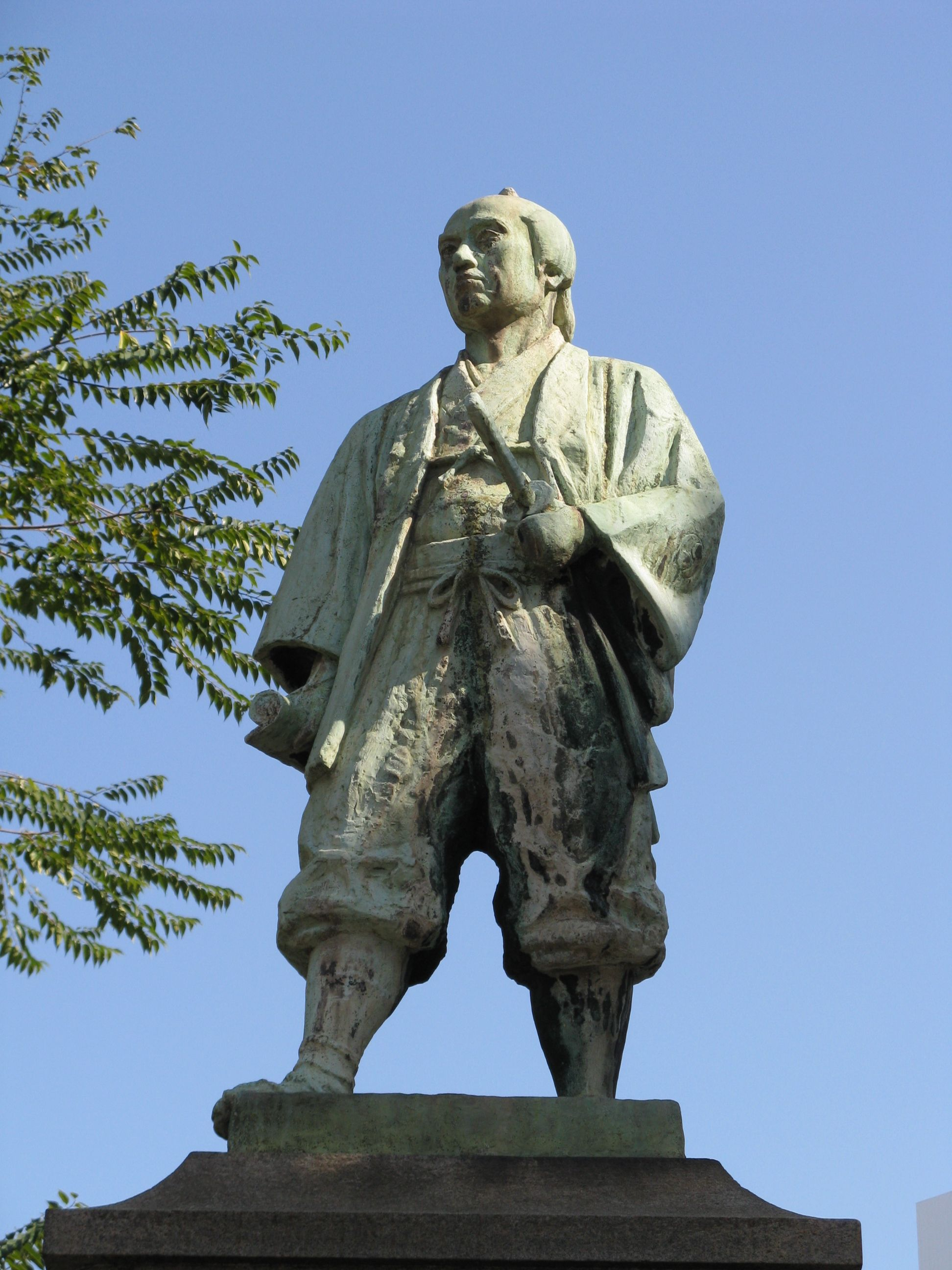
Statue de Kizu Kansuke.